# LifeNews

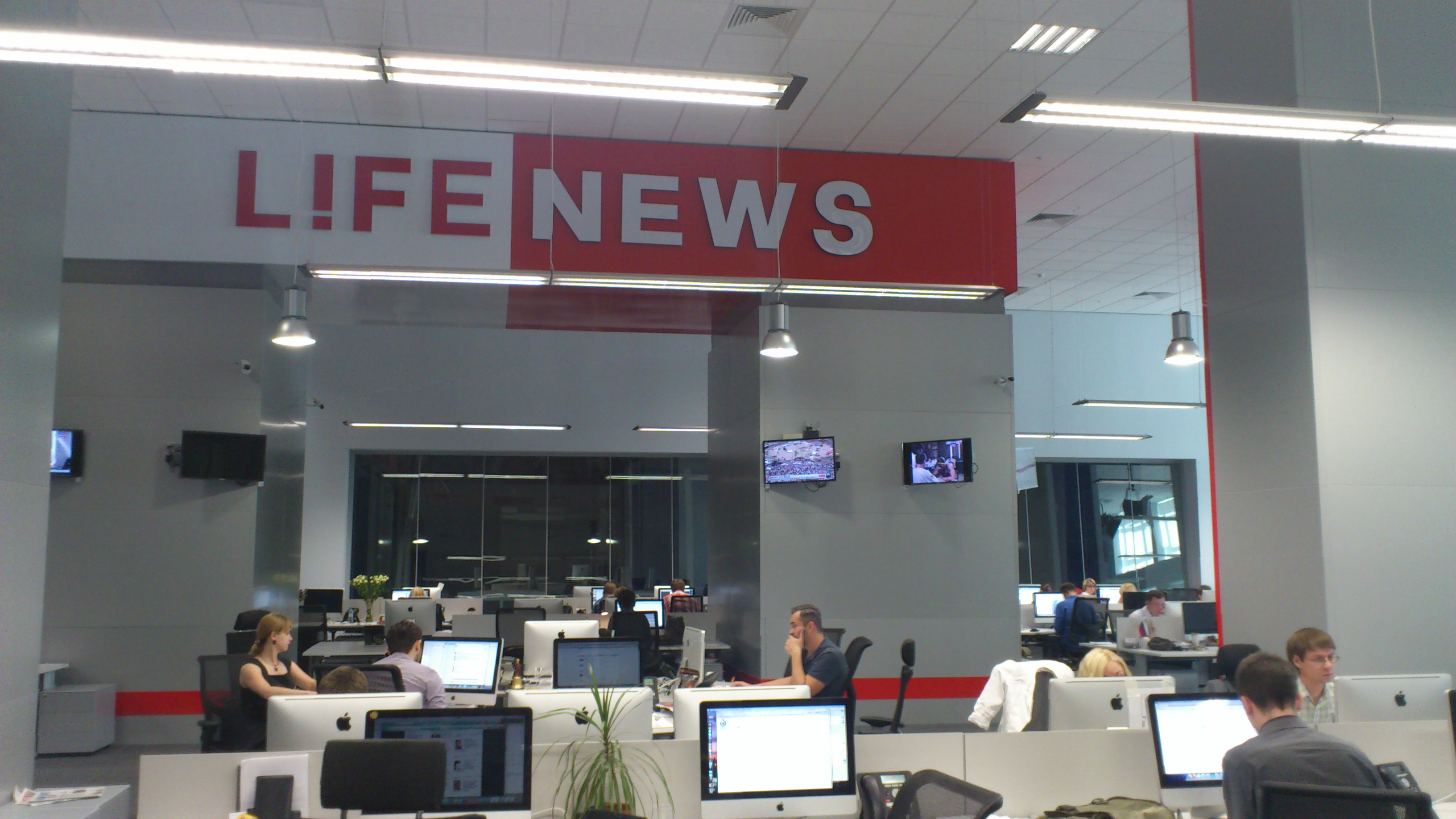
Newsroom stanice

LifeNews jsou ruské soukromé mainstreamové proputinovské a prokremelské zpravodajské internetové stránky a televizní stanice vysílající nonstop. Oficiálně byly stránky spuštěny v září 2009, televize v září 2013. V rámci války na Donbase bylo toto médium, kterému se mezi žurnalisty říká Agitprop (někdejší sovětská stranická oddělení agitace a propagandy), zakázáno na Ukrajině kvůli zamezení šíření ruské propagandy.